# Orden del Santísimo Salvador de Santa Brígida
La Orden del Santísimo Salvador de Santa Brígida (en latín, Ordo Sanctissimi Salvatoris Sanctae Birgittae), también conocida como la Orden Brigidina es una orden religiosa católica fundada por Brígida de Suecia y aprobada por el papa Urbano V en 1370. Observa la Regla de San Agustín. Originalmente fue una orden con monasterios mixtos, pero en la actualidad la gran mayoría de comunidades consiste únicamente de monjas, y solo hay un monasterio de monjes. De gran relevancia en la Europa medieval, con la reforma protestante la orden fue severamente dañada. A partir del siglo XIX comenzó su restauración. Las religiosas de este instituto son conocidas como brigidinas del Santísimo Salvador (las de vida contemplativa) o brigidinas (las de vida activa) y sus monjes como brigidinos. Sus miembros portan un hábito gris, llevan una vida de estudio y oración basada en la pasión de Jesucristo y en alabanzas a la Virgen María y posponen a sus nombres las siglas O.SS.S.

## Historia

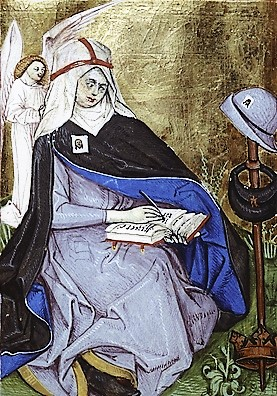
Miniatura de Santa Brígida en el Breviario de la Orden de 1476.

La construcción de la primera abadía brigidina inició en 1346, cuando el rey de Suecia y Noruega, Magnus II Eriksson, donó a la noble viuda Brígida el castillo de Vadstena (Suecia), con el fin de convertirlo en monasterio. El sucesor del rey, Haakon VI de Noruega, confirmó la donación en 1362 y el papa Urbano VI aprobó el monasterio y su regla, como "integración" a la Regla de san Agustín,  el 5 de agosto de 1370.
El Convento de Vadstena no sería consagrado sino hasta 1384, después de la muerte de Brígida y su hija, Catalina de Suecia. Al morir la abadesa Ingeborg Knutsdotter en 1412, nieta de Brígida, la comunidad monástica se nombró a sí misma  "hijos espirituales de Santa Brígida".
Las reglas de la orden, contenidas en las Apariciones Celestiales de la fundadora, basadas en la Regla de san Agustín, conservaba un carácter simbólico medieval. Cada monasterio debía albergar 60 monjas (de las cuales 4 hermanas legas), 13 presbíteros (en relación con los 13 apóstoles, incluyendo a San Pablo), 4 diáconos (en honor a los cuatro principales Doctores de la Iglesia: Agustín, Ambrosio, Gregorio y Jerónimo), y ocho hermanos legos. El número total de personas debía ser igual a los 13 apóstoles más los 72 discípulos.
Los miembros de la orden tenían que llevar una vida de meditación, contemplación, estudio y predicación, basada en el sufrimiento de Jesucristo durante el viacrucis. El monasterio tenía que tener una rama femenina y una masculina, aisladas entre sí. Bajo la autoridad del obispo local, la directora del convento era una abadesa (en honor a la Virgen María). Las monjas se mantenían en encierro constante, dedicadas al estudio y a la oración. Los monjes, por su parte, eran los encargados de celebrar la misa y servir en las confesiones en los conventos y de actuar como predicadores y misioneros itinerantes. El hábito de la comunidad era gris, lo mismo que el manto.
Desde sus inicios, la orden contó con el apoyo económico y la protección de la casa real sueca, condición principal para su pronta extensión en Suecia y Noruega (en ese tiempo parte de Suecia). En Dinamarca, la reina Margarita I, educada por una hija de Santa Brígida, patrocinó la llegada de la orden a inicios del siglo XV. La Orden del Santísimo Salvador llegó a contar con 27 casas, distribuidas en Escandinavia, y contribuyó a la difusión de la literatura y la cultura en la región. Varios monjes brigidinos fueron profesores universitarios en Suecia. En 1515, la orden se hallaba extendida en varios países europeos y el número máximo de casas monásticas llegó a 80. En Inglaterra, Syon Abbey fue la sede de la orden en el país y se convirtió en la abadía inglesa más rica y relevante.
Con la reforma protestante en Europa, la orden fue sometida a fuertes persecuciones y asesinatos en los países que la adoptaron. En Suecia, el Convento de Vadstena fue saqueado y las monjas se exiliaron a Polonia. La comunidad de Syon Abbey emigró durante el reinado de Isabel I hacia Francia, España y después a Portugal. La mayor parte de los conventos fue destruida en esa época, mientras que otros fueron abandonados. Al tiempo que la orden padecía esta persecución en el norte de Europa, en España Marina de Escobar fundó el primer monasterio brigidino en Valladolid en 1637, constituyendo la rama recoleta (conocida también como rama hispana). Dicha rama se expandió hacia Latinoamérica (México y Venezuela).
Con la tolerancia religiosa, algunas comunidades brigidinas femeninas regresaron a sus países de origen. La comunidad de Syon Abbey regresó a Inglaterra en 1861. La orden regresó a Suecia, su país original, en 1935. Los monjes por su parte no corrieron con la misma suerte, pues el último monasterio desapareció en 1863.
Elizabeth Hesselblad, religiosa sueca, luterana convertida al catolicismo, en 1911, inició una reforma de varios monasterios brigidinos, y con nuevas fundaciones (entre ellas de Roma), dio origen a una rama centralizada, de derecho pontificio, bajo el gobierno de una abadesa general.

## Organización

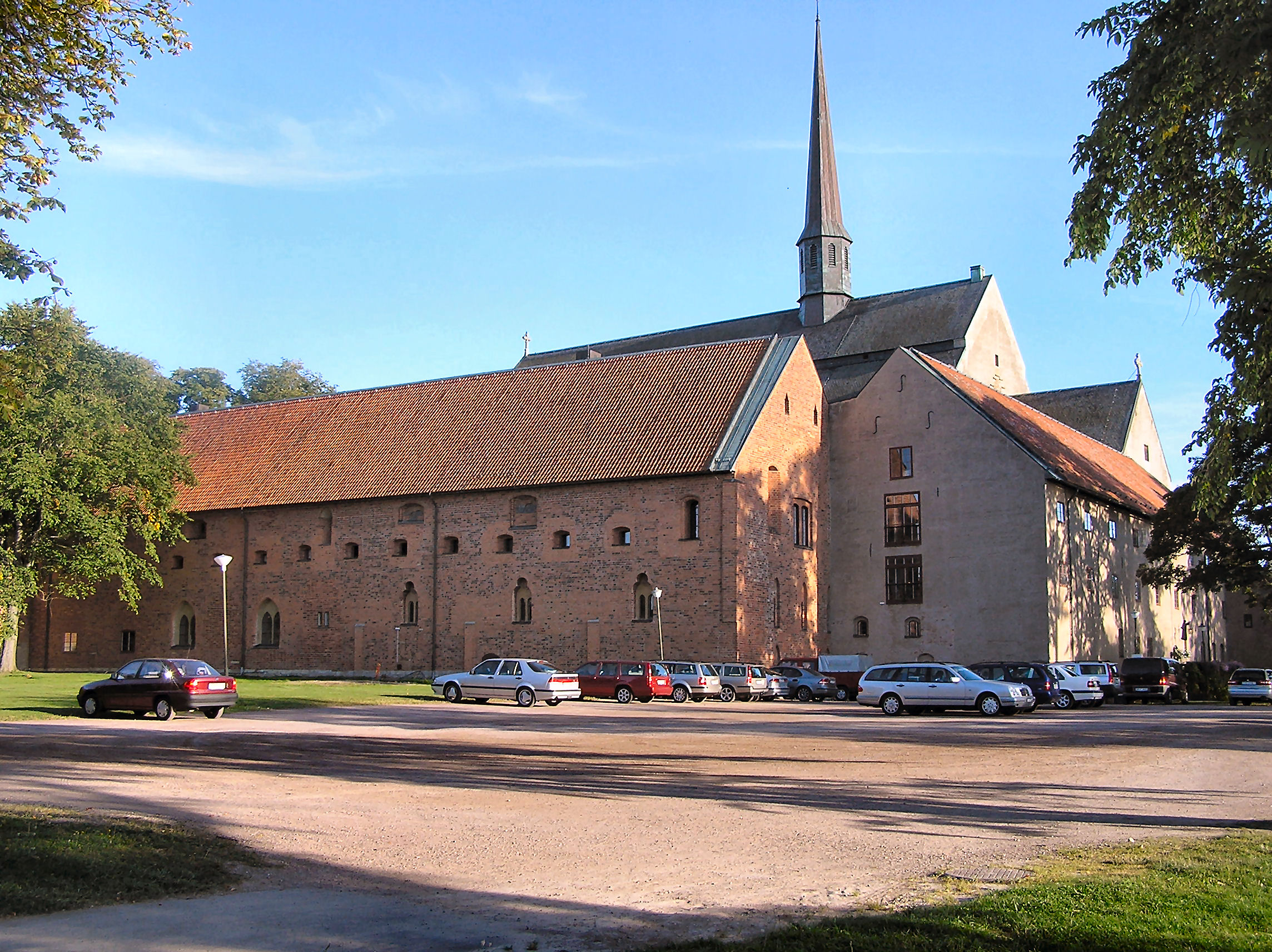
Convento de Vadstena, en Suecia, el primer convento de la orden.

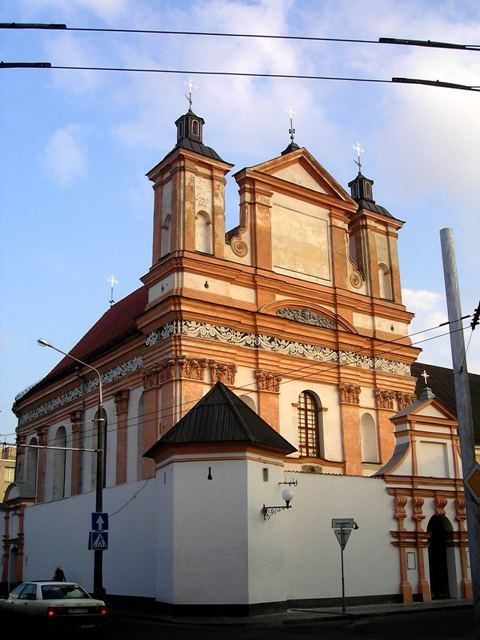
Monasterio brigidino en Goradnia, Bielorrusia.

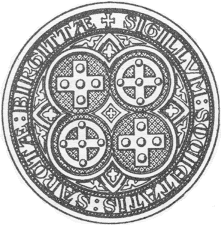
Escudo de Societas Sanctae Birgittae, rama luterana de la orden.

La Orden del Santísimo Salvador de Santa Brígida subsiste actualmente en cuatro ramas independientes entre sí, a saber: dos ramas de monasterios autónomos (rama medieval, que incluye los monasterios sobrevivientes a la Reforma protestante, y rama española o de recoletas, de Marina Escobar), una rama centralizada que constituye la Orden del Santísimo Salvador de Santa Brígida o hermanas brigidinas (también llamada rama italo-sueca), y la rama de monjes brigidinos.

### Gobierno
Dos estilos de gobierno caracterizan a las instituciones o monasterios que forman parte de la Orden del Santísimo Salvador: tres ramas de monasterios autónomos (medieval, española y de monjes), en las que cada monasterio elige su propia abadesa, o abad en el caso de los monjes, sin estar regidos por una figura general, y una rama centralizada (italo-sueca), cuyo gobierno recae en una abadesa general, que reside en Roma.

### Presencia
- Rama Medieval: está compuesta por cuatro monasterios autónomos. Existieron otros más que han sido cerrados por falta de vocaciones.
  - Santa María del Refugio, en Uden, Países Bajos.
  - Pax Mariae (anterior Convento de Vadstena), en Vadstena, Suecia.
  - Abadía de Syon, comunidad distribuida en Inglaterra.
  - Convento de Altomünster, Altomünster, Alemania.

En la Abadía de María Hart, en Weert, Países Bajos, las hermanas conviven con otras de la rama italo-sueca que llegaron en 2006 a fin de evitar la desaparición de la casa.
- Rama hispana: Existen cuatro monasterios presentes en España (Valladolid, Lasarte, Paredes de Nava y Azcoitia), cuatro en México (Ciudad de México, Tijuana, Tecate y Puebla) y uno más en Venezuela.
- Rama italo-sueca: su sede se encuentra en Piazza Farnese, la que fuera casa de Santa Brígida en Roma, donde reside la Abadesa General de la Orden del Santísimo Salvador de Santa Brígida. Mantiene autoridad sobre comunidades de monjas en todo el mundo: Suecia, Noruega, Finlandia, Dinamarca, Estonia, Polonia, Alemania, Países Bajos, Inglaterra, Suiza, Italia, Palestina, India, Israel, Filipinas, Indonesia, Estados Unidos, México y Cuba.
- Monjes brigidinos: Los monjes brigidinos desaparecieron por completo en 1863. Pero en 1976, Benedict Kirby restaura un convento masculino independiente, restableciendo así la rama masculina en la diócesis de Portland (Oregón, EE. UU.). Se trata de un instituto contemplativo que siguiendo el modelo primitivo del monacato, no ordena de manera ordinaria a sus miembros. La vida comunitaria está centrada en torno a la Divina Liturgia: Santa Misa (los viernes en latín) y el solemne Oficio Divino. Como hijos de Santa Brígida, la devoción a la Santísima Virgen, la fidelidad al Papa y la oración por las almas del purgatorio y la unidad de los cristianos son esenciales en sus vidas. Los monjes se sustentan a través de la producción de dulces y otros productos monásticos. Los brigidinos tienen un santo, Ricardo Reynolds, martirizado en Inglaterra en la persecución de Enrique VIII.

### Rama protestante
En 1920, Mary Von Rosen consolidó en una sociedad, al interno de la Iglesia de Suecia y con carácter de tercera orden para laicos y presbíteros, la Societas Sanctæ Birgittæ. la iniciativa de fundar dicha sociedad fue del arzobispo de Upsala, Nathan Söderblom, quien se inspiró en la Iglesia alta de la Iglesia Anglicana y el Movimiento de Oxford como un refugio para aquellos que en una época de decadencia litúrgica y teológica de la Iglesia de Suecia en el siglo XX.

## Personas destacadas

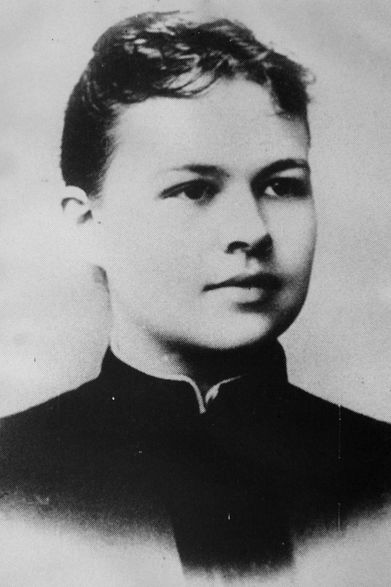
Elizabeth Hesselblad (1870-1957), fundadora de la rama italo-sueca de la Orden del Santísimo Salvador de Santa Brigida, es quizá la figura más representativa de la orden en el. Con ella el instituto regresó a Suecia, luego de haber sido expulsado durante la Reforma protestante.

- Brígida de Suecia (1303-1373), santa; religiosa sueca. Fundadora de la Orden del Santísimo Salvador. Conocida además por su experiencias místicas. Se caracterizó por ser escritora y teóloga. En 1349 viajó a Roma, para obtener la aprobación de la orden. Allí puso su residencia y allí murió. Fue canonizada el 7 de octubre de 1391, por el papa Bonifacio IX. Es considerada patrona de Suecia, una de los patrones de Europa, y de las viudas. También es venerada por las iglesias anglicana y luterana. Todas estas iglesias celebran su fiesta el 23 de julio.[6]
- Catalina de Suecia (1331 o 1332-1381), santa; religiosa sueca, hija de Brígida. Fue esposa del caballero Egard von Kyren. Al enviudar se hizo religiosa brigidina, se quedó a cargo de la primera fundación de la orden, el convento de Vadstena. Allí trasladó los restos de su madre. Fue canonizada por Inocencio VIII en 1484. Es considerada patrona de las vírgenes y es invocada contra el aborto.[7]
- Ricardo Reynolds (†1535), santo; Monje brigidino inglés, martirizado por negarse a acatar el Juramento de supremacía del rey Enrique VIII de Inglaterra. Fue canonizado por el papa Pablo VI en 1970. Hace parte del grupo de cuarenta mártires de Inglaterra y Gales. Su memoria se celebra el 4 de mayo.[8]
- Marina de Escobar (1554-1633), venerable; fundadora de la rama española de la Orden. Sobre ella, Luis de la Puente, quien fuera su confesor y guía espiritual, escribió una vida.[9]
- María Francisca Lacroix (1753-1794), beata; religiosa francesa, martirizada durante la persecución religiosa que se desencadenó a raíz de la Revolución francesa. Fue beatificada por el papa Benedicto XV, en 1920. Su memoria se celebra el 23 de octubre.[10]
- Ana María Erraux (1762-1794), beata; religiosa francesa, martirizada durante la Revolución francesa y beatificada por el papa Benedicto XV, en 1920. Su memoria se celebra el 23 de octubre.[10]
- Elizabeth Hesselblad (1870-1957), santa; religiosa sueca, enfermera, luterana convertida al catolicismo. Fundó a las hermanas del Santísimo Salvador de Santa Brígida en 1911, con el fin de dedicarse a la oración por la unidad de los cristianos escandinavos a la Iglesia católica. Durante la Segunda Guerra Mundial salvó la vida de muchos judíos, razón por la cual es considerada, por el pueblo judío, una justa entre las naciones. Fue beatificada por el papa Juan Pablo II en 2000 y canonizada por Francisco en 2016.[11]
- Maria Maddalena Moccia (1898-1922), sierva de Dios; religiosa italiana, fue una de las primeras discípulas de Elizabeth Hesselblad en la fundación de la Orden del Santísimo Salvador de Santa Brígida, de la rama italo-sueca. Murió en concepto de santidad.[12]
- Maria Caterina Flanagan (1892-1941), sierva de Dios; religiosa inglesa, discípula de Elizabeth Hesselblad, fue una de las primeras del grupo de brigidinas que restauraron la Orden en Suecia.[13]
- Maria Riccarda Beauchamp Hambrough (1887-1955), sierva de Dios; religiosa inglesa, una de las primeras del grupo de Elizabeth Hesselblad. Hizo parte de las religiosas que restablecieron la Orden en Suecia, luego de la supresión de la Reforma protestante.[14]